# Right To Play

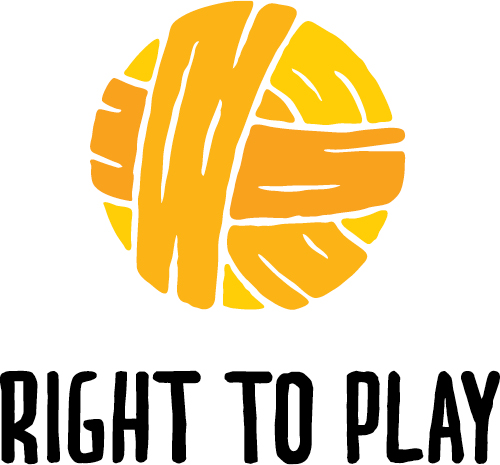
Logo der Organisation

Right To Play (ursprünglich: Olympic Aid, seit 2000 Right To Play) ist ein internationales Kinderhilfswerk, das Spiel und Sport nutzt, um Kindern und Jugendlichen in Entwicklungsländern Wissen und Fähigkeiten zu vermitteln. Hierzu zählen z. B. Aufklärung zum Schutz vor Malaria, HIV-Prävention, Geschlechtergerechtigkeit und Friedensförderung. Lokal gesteuerte Programme sollen Kindern dabei helfen, ihr eigenes Potential durch spielbasierte Lernmethoden zu entdecken und zu entfalten.
Right To Play hat seinen Hauptsitz in Toronto, Kanada und unterhält weitere Niederlassungen in, Deutschland, Norwegen, den Niederlanden, der Schweiz, Großbritannien und den USA.
Right To Play ist in 15 Ländern in Afrika, Asien und dem Nahen Osten aktiv. Als Botschafter dienen mehr als 300 Spitzenathleten aus rund 40 Ländern, darunter zahlreiche Olympiasieger und Weltmeister.

## Geschichte
Right To Play wurde 1992 durch das Organisationskomitee der Olympischen Winterspiele 1994 in Lillehammer gegründet, damals noch unter dem Namen Olympic Aid, um das Leben von Kindern aus benachteiligten Regionen durch Sport und Spiel zu verbessern. Der norwegische Olympiasieger Johann Olav Koss rief andere Athleten zu Spenden auf und trug zu der Internationalisierung der Organisation bei. Im Jahr 2000 gründete er, basierend auf Olympic Aid, die Organisation Right To Play und war bis 2015 der Präsident. Im August 2015 zog sich Johann Olav Koss aus der operativen Leitung der Organisation zurück und übergab an Kevin Frey als neuen CEO. Seit 2021 ist Susan McIsaac die neue CEO der Organisation.

## Programmländer
Die Organisation ist derzeit in 15 Ländern weltweit mit seinen Programmen aktiv. Dazu zählen Äthiopien, Burundi, Ghana, Mali, Mosambik, Ruanda, Tansania, Uganda, Thailand, Pakistan, Jordanien, Senegal, Kanada und die Palästinensischen Gebiete. In den benachteiligten Regionen ist die Organisation durch sogenannte Country und Regional Offices vertreten.

## Tätigkeiten
Right To Play arbeitet mit lokalen Partnerorganisationen und den Bildungsministerien der Länder zusammen, um die einzelnen Projekte in diesen Bereichen umzusetzen. Dabei werden über ein Train-the-Trainer Konzept und Ausbildungskonzept Lehrer, Mitarbeiter und Freiwillige von lokalen Partnerorganisationen, Coaches und Junior Leader in spielbasierten Methoden und kindgerechter Bildungsarbeit ausgebildet. 2019 nahmen 2,35 Millionen Kinder weltweit an den Programmen von Right To Play teil.

## Right To Play Deutschland
Das deutsche Länderbüro wurde 2014 gegründet und 2015 als gemeinnützige GmbH (gGmbH) eingetragen. Die Aufgaben der deutschen Niederlassung bestehen in der Fördermittelbeschaffung, Öffentlichkeitsarbeit und Interessenvertretung in Deutschland. Right To Play ist Mitglied der BMZ Themengruppe „Sport für Entwicklung“, Partner des EU geförderten Projektes EDU:PACT (Intercultural Education through Physical Activity, Coaching and Training) und Mitglied der Initiative Transparente Zivilgesellschaft.

## Partner & Botschafter
Right to Play wird weltweit durch 300 olympische und paralympische Sportler unterstützt. Diese Athleten unterstützen Right To Play als Botschafter und machen sich vor Ort ein Bild von der Arbeit der Organisation.
Aktuelle Athletenbotschafter sind für Right to Play Deutschland u. a. Anna Schaffelhuber, Maximilian Schachmann, Severin Freund, Uschi Disl, Lauritz Schoof, sowie international Allyson Felix, Sadio Mané und Pascal Siakam.  Seit 2020 arbeitet Right To Play zudem mit der „LFC Foundation“ des Fußball Clubs FC Liverpool zusammen.

## Finanzierung
Right To Play Deutschland ist eine gemeinnützige GmbH und wird hauptsächlich durch Privatpersonen, Unternehmen und Stiftungen finanziert. Die Ausgaben 2019 sind zu 83 % in Programmausgaben und -entwicklung geflossen. Der restliche Anteil verteilte sich auf administrative Ausgaben und den Aufwand für Mittelbeschaffung.